# Agalmatium corsicum
Agalmatium corsicum är en insektsart som beskrevs av Dlabola 1982. Agalmatium corsicum ingår i släktet Agalmatium och familjen sköldstritar. Inga underarter finns listade i Catalogue of Life.